# 三江源生态环境保护协会
三江源生态环境保护协会（Snowland Great Rivers Environmental Protection Association）是一個由藏族人为主体的中國省級民间环保组织，其前身是玉树州三江源生态环境保护协会。

## 發展歷程
2001年11月，在玉树藏族自治州民政局登記，2002年4月成立，主要成員包括如凯·嘎玛桑珠、哈希·扎西多杰等。
2008年4月9日，在青海省民政厅登记注册，10月16日在西寧正式成立。

## 參與項目
- 1999年4月，创建索加乡生态保护管理委员会和四个牧委会的生态监理委员会，并建立了五大民间社区自然保护小区，使长江南源索加地区近4万平方公里土地首次得到民间方式为主的保护；
- 2006年9月，在曲麻莱县曲麻河乡措池村实施了保护国际在中國的第一个生态协议保护项目；
- 社区“野牦牛队守望者”，每年进行4次野生动物监测。[3]

## 協會成員
青海省三江源生态环境保护协会：
- 名誉会长：平措汪杰；
- 会长：尧西·班·仁吉旺姆；
- 前任秘书长：哈希·扎西多杰[4]
- 现任秘书长：东周群培

## 獲得獎項
- 2006年11月，協會副秘书长哈希·扎西多杰獲得2006年CCTV中国经济年度人物公益奖；[5]
- 2009年10月，當選壹基金2009典範工程。[6]
- 2021“福特汽车环保奖”年度大奖

## 外部連結
- 青海藍天（页面存档备份，存于），RTHK製作的節目，介紹三江源生態環境保護協會，2009年3月
- 青海省三江源生态环境保护第一届理事会工作计划[永久]